# 印度尼西亚—马来西亚对抗
印度尼西亚－马来西亚对抗（简称印马对抗，印尼语、马来语：Konfrontasi Indonesia-Malaysia，通常简称Konfrontasi），或称为婆罗洲对抗，是1963年至1966年期间的一场印度尼西亚为遏止马来西亚成立而发生的暴力冲突。

## 背景
1961年6月，由于担心新加坡被左翼激进势力接管，马来亚首相东姑阿都拉曼提出将马来亚、新加坡、砂拉越、沙巴、文莱合并在一起，建立“马来西亚”的设想。而印尼开国总统苏加诺认为婆罗洲和马来亚的英国殖民地是帝国主义残余，完全应当并入大印度尼西亚，要“粉碎马来西亚”。
此次对抗的重要先兆是1962年3月至8月印尼对荷属新几内亚的政治对抗以及12月的文莱暴动。1963年1月20日，印尼外交部长苏班德里约表示，印尼将实行针对马来西亚的对抗（Konfrontasi）政策。这一词来自苏加诺的发明，他力图重演西伊里安的成功经验，认为英国实力不足以长期维持军事对抗态势，可以通过战争边缘政策实现自己的目标。2月13日，苏加诺在群众聚会上高呼“马来西亚是新殖民主义的产物”“印尼被包围了”“印尼反对马来西亚”。印尼人民协商会议议长阿鲁季表态：“马来西亚不仅构成对印度尼西亚的包围和威胁，而且也是美帝国主义在东南亚实现战争阴谋的帮手。”

## 過程
1963年9月，马来亚联合邦与北婆罗洲（沙巴）、砂拉越、新加坡联合成立马来西亚。1964年4月11日晚间，60至75名袭击者攻击了砂拉越一个警察局，杀死一名警官，并偷走武器，返回印尼边境。这被视为“印尼-大马对抗”中武装行动的开始。8月，印尼正规军率领的游击队员从海上潜入柔佛西岸的笨珍，成员包括数百名华人马共志愿兵，后被马来西亚保安部队击溃。9月2日，印尼伞兵和“志愿兵”在柔佛中部的拉美士小镇以东森林降落，马来亚发生多次种族骚乱，政府宣布新加坡进入紧急状态。随后印尼在新加坡等地发起多次袭击，其中麦唐纳大厦爆炸案影响最大。
针对印尼的进攻英国、澳大利亚、新西兰三国组织军队负起防卫任务，美国也提供顾问和海军支援新成立的马来西亚。此次对抗双方并未宣战，多数战斗发生在印尼与东马的边界，对抗中马来西亚有114人被杀，181人受伤；印尼死亡590人，222人受伤。1965年，“九三零运动”政变爆发后，发生了针对左派势力的大屠杀，苏加诺与印尼共的势力一蹶不振。1966年3月，印尼军方迫使苏加诺签署“三一一命令”，将行政权力移交给苏哈托。

## 結束對抗
1966年6月1日，双方秘密交换了结束对抗的协议文件。苏加诺利用名义上的总统地位，拖延批准这一文件，直至当年8月。1966年8月11日，两国持续3年6个月的对抗正式结束。